# Otis Burrell
Otis Burrell (* 9. Mai 1944 in Los Angeles, Kalifornien) ist ein ehemaliger mehrfacher amerikanischer Meister im Hochsprung, Trainer und Hochschullehrer.

## Leben
Bereits mit 18 Jahren war Burrell der beste jugendliche Hochspringer der USA (2,08 m).  Da seine Noten als Absolvent der Fremond High School in Los Angeles nicht zur Aufnahme einer Universitätsstudiums ausreichten, besuchte er von 1963 bis 1965 das 'San Fernando Valley Junior College". Hierauf bekam er ein volles Sportstipendium an der University of Nevada in Reno, das er 1968 mit dem Bachelor in Sportwissenschaft abschloss. Anschließend kehrte er nach Los Angeles zurück und startete fortasn für die Southern California Striders. 1965–1967 sowie 1969 war er amerikanischer Meister im Hochsprung. Bei den U.S. Olympic Trials (Leichtathletik) 1968 wurde er jedoch nur Vierter, nachdem er bei den Meisterschaften kurz zuvor nach auf den 2. Platz gekommen war. Seine persönliche Bestleistung war 2,19 m (1969).
Nach verschiedenen Tätigkeiten als Sportlehrer an der High School wurde er von 1977 bis 1979 Nationaltrainer Nigerias für Hochsprung, in der Folge Leichtathletik-Trainerassistent an der University of Nevada, von 1990 bis 1995 Nationaltrainer Hochsprung in Saudi-Arabien, ehe er nach Washington als High School coach in die USA zurückkehrte. Von  2008 bis 2012 war er Leichtathletiktrainer am Santa Monica City College, wo er auch am Sportinstitut als Hochschullehrer tätig war. 2013 startete er auch in der Altersklassen-Leichtathletik.